# 曾令良
曾令良（1956年3月—2016年7月8日），男，湖北麻城人，中国国际法学者，曾任武汉大学法学院院长，澳门大学法学院院长。曾被评为中国十大中青年法学家。
曾令良教授是中華人民共和国政府向世界贸易组织推荐的争端解决专家指示名单专家之一。2016年7月在武汉病逝，享壽60岁。